# Wigand Gerstenberg
Wigand Gerstenberg (* vermutlich 1. Mai 1457 in Frankenberg (Eder); † 22. August 1522 ebenda), eigentlicher Familienname wohl Bodenbender (auch Boddenbenders, Boddenbener), war ein Chronist am Übergang zwischen Spätmittelalter und Reformationszeit, der sowohl eine Geschichte der Stadt Frankenberg als auch eine Chronik des Hessenlandes verfasste.

## Leben
Geboren und aufgewachsen in Frankenberg als Angehöriger einer Schöffenfamilie, die auch weitere Geistliche und Gelehrte hervorbrachte, besuchte er zunächst die Lateinschule seiner Heimatstadt, an der ebenfalls der neulateinische Dichter Helius Eobanus Hessus sowie der Arzt und Botaniker Euricius Cordus lernten. Im Anschluss studierte Gerstenberg ab 1473 an der Hochschule in Erfurt. 1476 erlebte er den verheerenden Brand mit, der seine Heimatstadt weitgehend zerstörte und ihre Blüte als Handelsplatz beendete. Spätestens seit dem Jahre 1486 war Gerstenberg als Altarist in der Frankenberger Pfarre tätig, also als Messpriester in einer der Altarpfründen ohne eigene Seelsorge.
Beziehungen zum Hofe des in Marburg residierenden Landgrafen Wilhelm III. von Oberhessen ermöglichten ihm die Aufnahme seiner Chronistentätigkeit. Im Jahre 1493 begann er mit seinen Arbeiten zur Kompilation der hessisch-thüringischen Landesgeschichte und pendelte nun zwischen Marburg und Frankenberg.
Im Jahre 1500 starb Wilhelm III. kinderlos und Oberhessen fiel an den niederhessischen Landgrafen Wilhelm II. Gerstenberg lebte nun wieder ausschließlich in Frankenberg und begann, sich mit der Erstellung seiner Stadtchronik zu befassen. Außerdem erstellte er Zusätze zum Stadtrecht seiner Heimatstadt. Doch schon nach wenigen Jahren gewann er wieder Zugang zum Hofe Wilhelms II. und fügte der Landeschronik weitere Einzelheiten hinzu, bis auch Wilhelm II. 1509 starb.
Aus der Zeit danach sind nur noch wenige Aufzeichnungen überliefert. Gerstenberg starb im Sommer 1522, in einer Zeit, in welcher die Reformationsbewegung auch in Frankenberg an Einfluss zu gewinnen begann.

## Werk

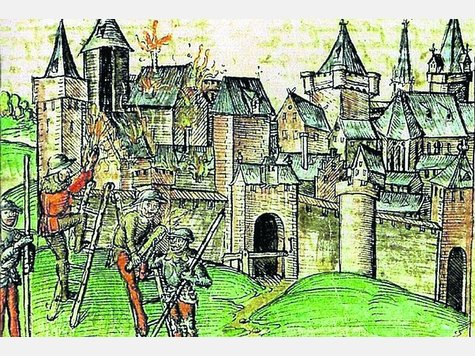
Frankenberger Bürger zünden die Burg der Stadt Frankenberg an – Illustration aus einem Werk Gerstenbergs

Durch seine Stellungen bei Wilhelm III. und Wilhelm II. besaß Gerstenberg Zugang zu zahlreichen historischen Dokumenten. In seinen Werken listete er diese Belege akribisch auf; andererseits fügte er Ausschmückungen, aber auch reine Eigenerfindungen hinzu. Dies gilt insbesondere für die Chronik der Stadt Frankenberg, in welcher zahlreiche nicht historisch korrekte Elemente enthalten sind, durch welche Gerstenberg seiner Stadt nachträglich eine größere Bedeutung zu verleihen versuchte. Dennoch ist das Werk Gerstenbergs von großer Bedeutung für die Geschichtsschreibung der Region, da sich die durch Dokumente belegten von den erfundenen Elementen zumeist recht gut trennen lassen.
Neben seinen beiden bedeutenden Chroniken, Landeschronik von Thüringen und Hessen bis 1247 und von Hessen seit 1247 sowie Stadtchronik von Frankenberg, sind noch verschiedene weitere Briefe und Urkunden von Wigand Gerstenberg erhalten.

## Werke
- Die Chroniken des Wigand Gerstenberg von Frankenberg(= Veröffentlichungen der Historischen Kommission für Hessen und Waldeck. Chroniken von Hessen und Waldeck, Band 1). Bearbeitet von Hermann Diemar. Elwert, Marburg 1909, urn:nbn:de:hbz:061:1-14071; Nachdruck: Elwert, Marburg 1989, ISBN 3-7708-0911-4.
- Digitalisat der Originalhandschrift im ORKA der Universität Kassel